# Спортивная гимнастика на летних Олимпийских играх 1972

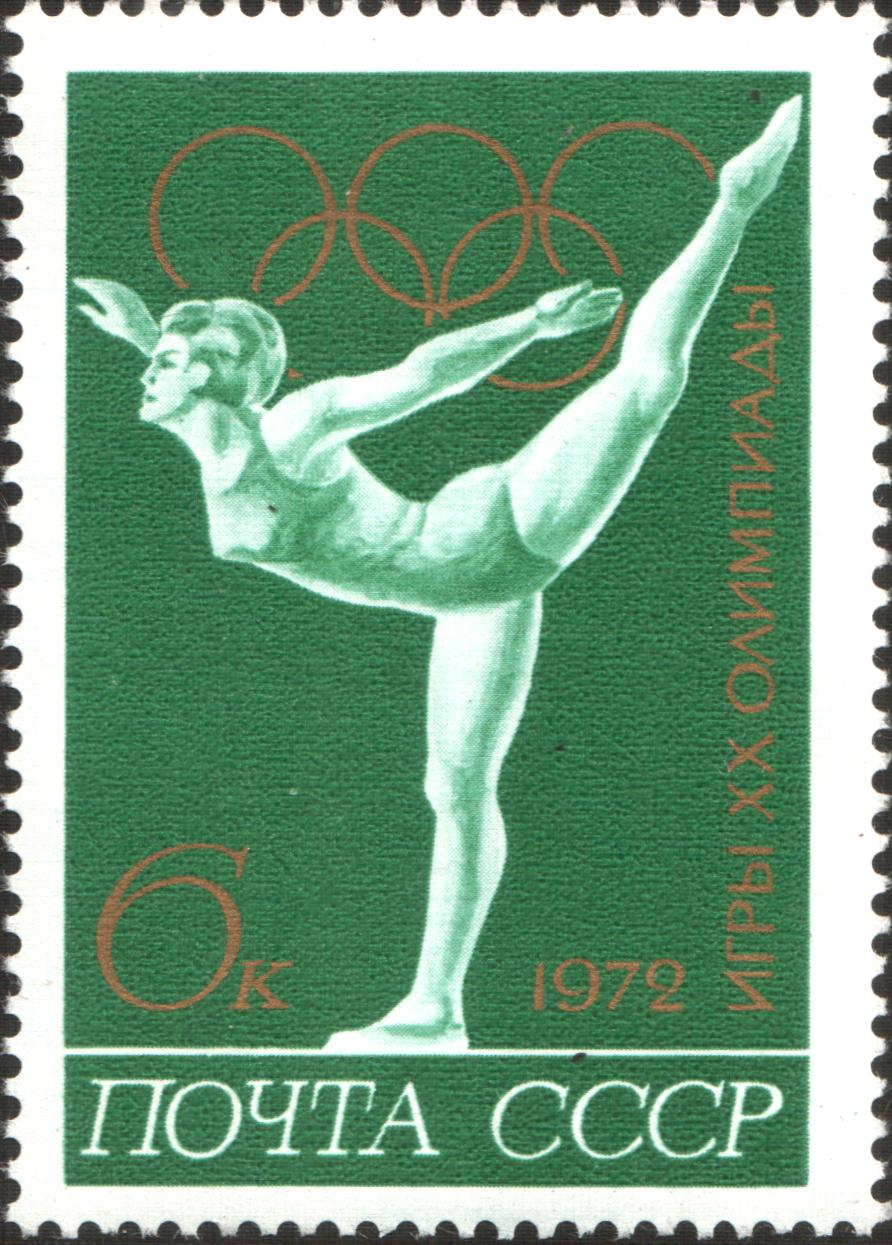
Почтовая марка СССР

Соревнования по спортивной гимнастике на летних Олимпийских играх 1972 года проводились среди мужчин и женщин.

## Общий медальный зачёт
| Место | Страна  | Золото | Серебро | Бронза | Всего |
| ----- | ------- | ------ | ------- | ------ | ----- |
| 1     | СССР    | 6      | 6       | 4      | 16    |
| 2     | Япония  | 5      | 5       | 6      | 16    |
| 3     | ГДР     | 3      | 4       | 2      | 9     |
| 4     | Венгрия | 0      | 0       | 1      | 1     |
| Всего | Всего   | 14     | 15      | 13     | 42    |

## Медалисты

### Мужчины
| Дисциплина            | Золото | Серебро | Бронза                                                                                            |
| --------------------- | --- | --- | ------------------------------------------------------------------------------------------------- |
| Командное первенство  | Япония · Савао Като · Эйдзо Кэммоцу · Сигэру Касамацу · Акинори Накаяма · Мицуо Цукахара · Тэруити Окамура | СССР · Николай Андрианов · Михаил Воронин · Виктор Клименко · Александр Малеев · Эдуард Микаелян · Владимир Щукин | ГДР · Юрген Пеке · Маттиас Бреме · Вольфганг Клоц · Клаус Кёсте · Райнхард Рихли · Вольфганг Тюне |
| Абсолютное первенство | Савао Като Япония                                                                                          | Эйдзо Кэммоцу Япония                                                                                              | Акинори Накаяма Япония                                                                            |
| Вольные упражнения    | Николай Андрианов СССР                                                                                     | Акинори Накаяма Япония                                                                                            | Сигэру Касамацу Япония                                                                            |
| Конь                  | Виктор Клименко СССР                                                                                       | Савао Като Япония                                                                                                 | Эйдзо Кэммоцу Япония                                                                              |
| Кольца                | Акинори Накаяма Япония                                                                                     | Михаил Воронин СССР                                                                                               | Мицуо Цукахара Япония                                                                             |
| Опорный прыжок        | Клаус Кёсте ГДР                                                                                            | Виктор Клименко СССР                                                                                              | Николай Андрианов СССР                                                                            |
| Брусья                | Савао Като Япония                                                                                          | Сигэру Касамацу Япония                                                                                            | Эйдзо Кэммоцу Япония                                                                              |
| Перекладина           | Мицуо Цукахара Япония                                                                                      | Савао Като Япония                                                                                                 | Сигэру Касамацу Япония                                                                            |

### Женщины

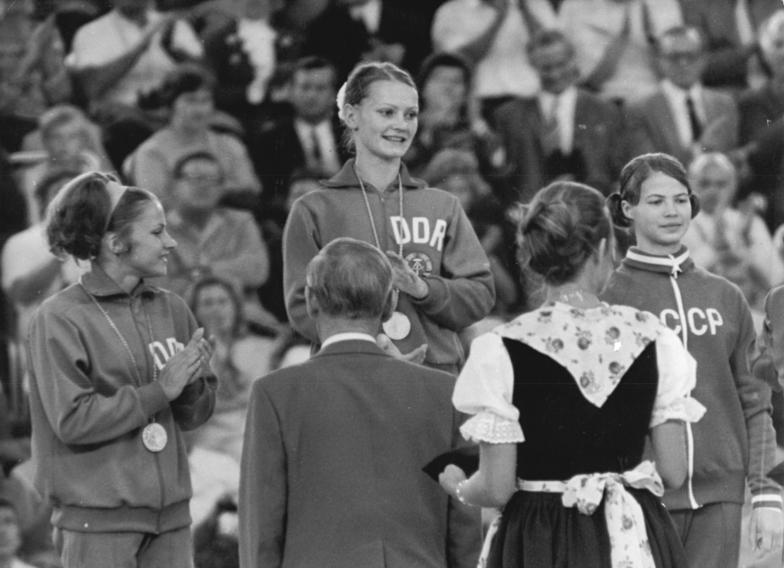
Победительницы соревнований в опорном прыжке (слева направо): Эрика Цухольд, Карин Янц и Людмила Турищева.

| Дисциплина            | Золото | Серебро | Бронза                                                                                             |
| --------------------- | --- | --- | -------------------------------------------------------------------------------------------------- |
| Командное первенство  | СССР · Любовь Бурда · Тамара Лазакович · Ольга Корбут · Антонина Кошель · Эльвира Саади · Людмила Турищева | ГДР · Эрика Цухольд · Рихарда Шмайсер · Кристина Шмитт · Ирене Абель · Ангелика Кайлиг-Хелльман · Карин Янц | Венгрия · Илона Бекеши · Моника Часар · Марта Келемен · Анико Кери · Кристина Медвецки · Жужа Надь |
| Абсолютное первенство | Людмила Турищева СССР                                                                                      | Карин Янц ГДР                                                                                               | Тамара Лазакович СССР                                                                              |
| Опорный прыжок        | Карин Янц ГДР                                                                                              | Эрика Цухольд ГДР                                                                                           | Людмила Турищева СССР                                                                              |
| Брусья                | Карин Янц ГДР                                                                                              | Ольга Корбут СССР Эрика Цухольд ГДР                                                                         | Не присуждалась                                                                                    |
| Бревно                | Ольга Корбут СССР                                                                                          | Тамара Лазакович СССР                                                                                       | Карин Янц ГДР                                                                                      |
| Вольные упражнения    | Ольга Корбут СССР                                                                                          | Людмила Турищева СССР                                                                                       | Тамара Лазакович СССР                                                                              |